# Strobilanthes wilsonii
Strobilanthes wilsonii är en akantusväxtart som beskrevs av John Richard Ironside Wood och Y.F.Deng. Strobilanthes wilsonii ingår i släktet Strobilanthes och familjen akantusväxter. Inga underarter finns listade i Catalogue of Life.